# Der Reibert
Der Reibert. Das Handbuch für die Soldatinnen und Soldaten der Bundeswehr ist als ein Handbuch für Soldaten aller militärischen Organisationsbereiche der Bundeswehr konzipiert. Derzeitiger Herausgeber ist Oberstleutnant a. D. Wilhelm Bocklet.

## Inhalt
Es ist sowohl für aktive Soldaten als auch für Reservisten gedacht und orientiert sich grundlegend an den Zentralen Dienstvorschriften (ZDv) der Bundeswehr. Der Reibert „soll dem Soldaten in gedrängter, leicht lesbarer Form
- das Grundwissen über Staat, Gesellschaft und Bundeswehr
- das Rüstzeug für praktischen Dienst und den Unterricht im Rahmen der militärischen Ausbildung,
- einen Überblick über Auftrag und Struktur der Bundeswehr und ihrer Teilstreitkräfte sowie über Ausbildung

vermitteln und dem Reservisten als Nachschlagewerk dienen.“
Das Buch ist in vier Abschnitte aufgeteilt.
Der erste Teil (A) erklärt die Bereiche der Inneren Führung und die rechtlichen Grundlagen, welche für Soldaten sowohl beim Wehrdienst als auch in Auslandseinsätzen gelten.
- Innere Führung und Recht
- Staatsbürgerlicher Unterricht / Die Freiheitliche demokratische Grundordnung
- Humanitäres Völkerrecht in bewaffneten Konflikten
- Allgemeine Truppenkunde
- Interessensvertretung

Im zweiten Teil (B) werden die Teilstreitkräfte und der spezifische Auftrag der Bundeswehr im Rahmen der Sicherheitspolitik erklärt.
- Sicherheitspolitik
- Die Bundeswehr
- Das Heer
- Die Luftwaffe
- Die Marine
- Der Cyber- und Informationsraum
- Der Unterstützungsbereich

Abschnitt drei (C) beschreibt die grundlegenden Aspekte in der Ausbildung der Soldaten wie Formaldienst, die Waffenausbildung oder den Sanitätsdienst.
- Formaldienst
- Umgang und Schießausbildung mit Handwaffen
- Ausbildung mit Handgranaten, Handflammpatronen und Granatpistole 40 mm
- Ausbildung mit Panzerabwehr-Handwaffen (Panzerfaust 3) und der Leuchtbüchse
- Gefechtsdienst aller Truppen (zu Lande)
- Der Soldat im Winter
- Panzerabwehr aller Truppen – Panzererkennung
- Fernmeldedienst aller Truppen
- Fliegerabwehr (zu Lande)
- ABC-Abwehr aller Truppen und Selbstschutz
- Pionierdienst
- Sanitätsdienst aller Truppen (Einsatzersthelfer)
- Kraftfahrdienst

Der letzte Teil (Anhang) gibt eine Übersicht über militärspezifische Rang-, Gefahren- und Kennzeichen.

## Geschichte
Benannt wurde das Buch nach seinem Autor, Oberst Dr. iur. Wilhelm Reibert. Das Buch wurde 1929 zum ersten Mal unter dem Titel Der Dienstunterricht im Reichsheer: Ein Handbuch für den deutschen Soldaten aufgelegt und ist seitdem regelmäßig aktualisiert worden. Es gibt aber auch Vorgänger, beispielsweise das Buch Dienstunterricht für den Infanteristen des Deutschen Heeres von Oberstleutnant Transfeldt (1914). Einzig von 1946 (nach der Kapitulation der deutschen Wehrmacht) bis 1958 (kurz nach der Gründung der Bundeswehr), in der Zeit also, in der Deutschland über keine eigene Armee verfügte, wurde die Arbeit am Reibert nicht weitergeführt. Seit 1959 erschien der „neue Reibert“ zunächst als Brandt/Reibert. Darin waren die Inhalte der Vorkriegsausgaben von Hauptmann Jürgen Brandt überarbeitet und neu zusammengestellt worden.
Der Reibert stellt keine offizielle Dienstvorschrift dar; er wird privat erworben.
Vor Kriegsende gab es spezialisierte Ausgaben für die einzelnen Waffengattungen und auch besondere Ausgaben, beispielsweise Reibert für den Nachrichtenmann, Reibert für den Nachrichtensoldaten, Reibert für den Schützen der Schützenkompanie, Reibert für den Kanonier und für Kraftfahrer. Es gab mindestens 18 verschiedene Ausgaben, von Pionier bis Kraftfahrer; die bekannteste ist aber die für „Schützen der Schützenkompanie“.
Der Reibert wurde von 1959 bis 1989 in drei Ausgaben für die Teilstreitkräfte Heer, Luftwaffe und Marine herausgegeben. Seit 1989 wird aber nur noch eine einheitliche Gesamtausgabe erstellt. Von 2001 bis zur Übernahme der Herausgeberschaft durch Wilhelm Bocklet im Jahr 2015 war der Kapitän zur See a. D. Dieter Stockfisch Herausgeber.

## Ähnliche Bücher
Vor 1945 gab es eine Reihe vergleichbarer Bücher, deren Produktion aber eingestellt wurde (z. B. „Die Soldatenfibel“, „Wehrwolf“).
1977 gab es im Sendler Verlag Frankfurt am Main eine Broschüre mit dem Titel: Im Klartext. Der Reibert – Das Handbuch für den Soldaten.
Lange gab es das Taschenbuch für Wehrausbildung (zuvor als Taschenbuch für Wehrpflichtige erschienen) vom Walhalla Fachverlag in Regensburg. Die 78. Auflage erschien am 28. März 2014.
Ebenso ist das Taschenbuch für Wehrfragen mit Abbildungen und Informationen zu Staats- und wehrpolitischen Grundlagen, Streitkräfte, Wehrgesetzgebung, Organisation der Landesverteidigung, und mehr erschienen.
Das Handbuch Militärisches Grundwissen, zuletzt 1988 in der letzten Auflage im Militärverlag der DDR erschienen, war ein vergleichbares Werk für die Soldaten der Nationalen Volksarmee.
Auch für die USA gibt es mit dem The Soldier’s BCT Handbook (BCT = Basic Combat Training; entspricht der Grundausbildung bei der Bundeswehr) ein vergleichbares Werk. Bekannt sind nur Ausgaben aus den Jahren 1968/69.

## Bibliographische Daten
- Der Reibert. Handbuch für den Deutschen Soldaten. Verlag E. S. Mittler & Sohn, Berlin/Bonn/Hamburg 2021, ISBN 978-3-8132-0917-4.
- Der Reibert. Marine. Verlag E. S. Mittler & Sohn, Frankfurt am Main 1974.
- Reibert. Der Dienstunterricht im Heere. Ausgabe für Schützen der Schützenkompanie. Verlag E. S. Mittler & Sohn, Berlin 1939.